# Понец (станция)
Понец (пол. Poniec) — пассажирская и грузовая железнодорожная станция в городе Понец, в Великопольском воеводстве Польши. Имеет 3 платформы и 3 пути.
Станция на железнодорожной линии Лодзь-Калиская — Форст, построена в 1888 году, когда эта территория была в составе Германской империи.